# Raimund Friedrich
Raimund Friedrich (* 21. November 1947 in Chemnitz) ist ein deutscher Maler und Zeichner.

## Biografie
Raimund Friedrich wuchs in Chemnitz (Karl-Marx-Stadt) und Stollberg/Erzgeb. auf. Zunächst als Plakatmaler tätig, studierte er von 1968 bis 1974 an der Hochschule für Industrielle Formgestaltung (heute Kunst und Design) Halle/Saale, Burg Giebichenstein bei Lothar Zitzmann, Rudi Horn und Willi Sitte. 1975–1978 war er als Bühnenbildner an der Stadthalle Karl-Marx-Stadt angestellt. Seit 1978 ist er freischaffend. 1975–1990 war er Mitglied im Verband Bildender Künstler der DDR, seit 1990 im Bund Bildender Künstler Sachsen (BBK) Als Mitglied im Kunstverein Laterne schrieb er für dessen Kunstzeitschrift ca. 60 feuilletonist. Beiträge, darunter Künstler-Interviews.
Er lebt und arbeitet in Burkhardtsdorf und in Sæby (Frederikshavn Kommune) in Dänemark. Im Jahr 2003 realisierte er ein multimediales Kunst- und Musikprojekt in Deutschland, mehreren Nachbarländern und den USA.

## Werk und Stil
Friedrich mischt Malerei, skripturale Zeichnung und Fotocollage, hauptsächlich auf Papier, auch auf Leinwand. 1994 bis 1997 entstanden zunächst Arbeiten zu Frank Zappa. Jazz, Art-Rock und Popkultur bleiben wichtige Anreger für seine Kunst, die sich in der Folgezeit auch andere Themenbereiche erschloss, darunter aktuell-politische und medienkritische. Die Bildtitel sind oft aphoristisch.

## Musikprojekt
Friedrich realisierte Ausstellungen im In- und Ausland. Das umfänglichste Projekt war 2003 ein „Blechkoffer“ voller Grafiken und Texte: „Musik zu Bildern – Bilder zur Musik“, dessen Inhalt als Wanderausstellung u. a. In New York, Paris, Halle/Saale und Kopenhagen gezeigt wurde. Parallel fanden Konzerte und Vorträge statt.